# Рокишкский деканат

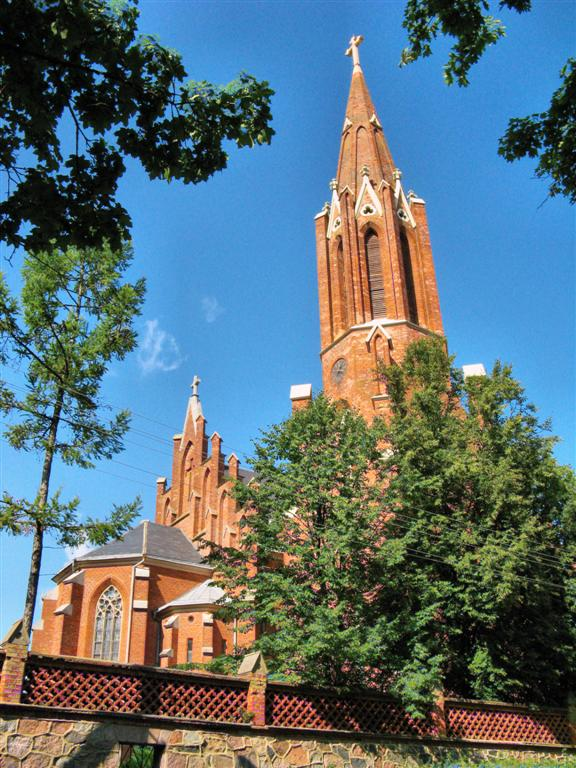
Церковь Святого Апостола Матфея в Рокишкисе

Ро́кишкский декана́т (лит. Rokiškio dekanatas) — один из девяти деканатов епархии Паневежиса римско-католической церковной провинции Вильнюса. Объединяет приходы в пределах Рокишкского района Паневежского уезда Литвы. В настоящее время в Рокишкский деканат входит девятнадцать приходов. Головным храмом является, расположенная в Рокишкисе, церковь Святого Апостола Матфея.
Должность окружного викария Рокишкского деканата занимает каноник Вилнис Викторас Цукурас (лит. Vilnis Viktoras Cukuras).

## Приходы деканата
- Александравельский приход (лит. Aleksandravėlės Šv. Pranciškaus Serafiškojo parapija);
- Дуокишкский приход (лит. Duokiškio Šv. Onos parapija);
- Жёбишкский приход (лит. Žiobiškio Šv. arkang. Mykolo parapija);
- Камаяйский приход (лит. Kamajų Šv. Kazimiero parapija);
- Казлишкский приход (лит. Kazliškio Švč. M. Marijos parapija);
- Криаунский приход (лит. Kriaunų Dievo Apvaizdos parapija);
- Лукштайский приход (лит. Lukštų Šv. apašt. evang. Jono parapija);
- Обяляйский приход (лит. Obelių Šv. Onos parapija);
- Онушкский приход (лит. Onuškio Šv. arkang. Mykolo parapija);
- Пандельский приход (лит. Pandėlio Švč. M. Marijos Vardo parapija);
- Панямунельский приход (лит. Panemunėlio Šv. Juozapo Globos parapija);
- Панямунский приход (лит. Panemunio Švč. Trejybės parapija);
- Рагяляйский приход (лит. Ragelių Švč. M. Marijos parapija);
- Рокишкский приход (лит. Rokiškio Šv. apašt. evang. Mato parapija);
- Саляйский приход (лит. Salų Šv. Kryžiaus parapija);
- Сувайнишкский приход (лит. Suvainiškio Šv. apašt. Jokūbo parapija);
- Чядасайский приход (лит. Čedasų Šv. apašt. Petro ir Povilo parapija);
- Южинтайский приход (лит. Jūžintų Šv. arkang. Mykolo parapija);
- Юодупский приход (лит. Juodupės Švč. Aušros Vartų Dievo Motinos parapija).